# El Hadji Ibrahima Mbow
El Hadji Ibrahima MBOW, né en 1963 dans la commune de Sokone, est un homme politique du Sénégal.

## Biographie
Il est titulaire d'un doctorat en Sciences de Gestion de l'Université Cheikh Anta Diop de Dakar (Sénégal) et d'un diplôme de 3ème cycle en Gestion des Industries Agroalimentaires de l'Université de Bourgogne en France, ainsi que de diplômes de l'Institut d'Administration des Entreprises (IAE) et de l'École Nationale Supérieure de Biologie Appliquée à la Nutrition et à l'Alimentation (ENSBANA) devenue AGROSUP Dijon France.
Sur le plan institutionnel, El Hadji Ibrahima MBOW est membre du Conseil Économique, Social et Environnemental (CESE) du Sénégal, où il occupe le poste de 1er Secrétaire élu et membre du bureau du CESE. Au sein de cette institution, il a occupé plusieurs fonctions, dont celles de rapporteur de la Commission du développement rural, rapporteur de la Commission ad hoc chargée des procédures du code des marchés publics, rapporteur de la Commission ad hoc chargée des ressources pétrolières et gazières, membre de la Commission ad hoc chargée de la réforme foncière, chef de délégation pour les missions terrains dans les tribunaux et les centres des impôts dans le cadre de la commission chargée de la modernisation de l'administration, et chef de délégation lors de rencontres internationales au Luxembourg, en Espagne et en Tunisie.
Pendant la pandémie de la COVID-19, El Hadji Ibrahima MBOW a été président de la Commission Santé du Comité Force COVID-19. Il est également commissaire membre de la Commission Nationale du Dialogue des Territoires (CNDT) et membre du Comité National de Pilotage (CNP) des Assises Nationales.
Sur le plan professionnel, El Hadji Ibrahima MBOW est chef d'entreprise et expert dans la création et la mise à niveau d'entreprises industrielles, commerciales et de services. Il a dirigé pendant de nombreuses années des entreprises en France, notamment à Orléans, Lyon et Bordeaux. Il a également formé des centaines de cadres supérieurs et techniciens des secteurs public et privé pour le compte de multinationales, d'entreprises renommées, d'organisations internationales et de nombreuses PME européennes et africaines. Il a été membre du jury d'évaluation des Techniciens Supérieurs pour le compte du Ministère français de l'Agriculture.
El Hadji Ibrahima MBOW dispense des enseignements dans plusieurs universités et continue ses activités de chercheur au sein du laboratoire Finance Organisation Comptabilité et Stratégie (FOCS) de la Faculté des Sciences de Gestion (FASEG) de l'UCAD.
En tant que fondateur et président de l' Union Citoyenne Bunt Bi , parti politique légalement constitué depuis 2007, El Hadji Ibrahima MBOW est impliqué dans la vie politique sénégalaise. Il a également été élu au Conseil Municipal de la Commune de Sokone (Région de Fatick).
Il est également l'auteur du livre "Sénégal Majeur Entreprenant et Solidaire", publié aux éditions L'Harmattan  en 2023.
En janvier 2024, El Hadji Ibrahima Mbow renonce à se présenter à l'élections présidentielles de 2024, pour soutenir Ousmane Sonko..